# Бодіо-Ломнаго
Бодіо-Ломнаго, Бодіо-Ломнаґо (італ. Bodio Lomnago) — муніципалітет в Італії, у регіоні Ломбардія, провінція Варезе.
Бодіо-Ломнаго розташоване на відстані близько 530 км на північний захід від Рима, 50 км на північний захід від Мілана, 8 км на південний захід від Варезе.
Населення — 2164 особи (2014).
Щорічний фестиваль відбувається 26 липня. Покровитель — Sant'Anna.

## Демографія
Населення за роками:

Станом на 1 січня 2023 року в муніципалітеті офіційно проживало 114 іноземців з 35 країн, серед них 42 громадяни країн Євросоюзу та 5 громадян України.

## Сусідні муніципалітети
- Казале-Літта
- Каццаго-Браббія
- Даверіо
- Галліате-Ломбардо
- Інарцо
- Варезе